# Fishhook River
Der Fishhook River (andere Schreibweise: Fish Hook River) ist ein 14 Kilometer langer Zufluss des Shell Rivers im Norden von Minnesota in den Vereinigten Staaten.
Die Quelle des Flusses ist der Fish Hook River Reservoir, in den einige kürzere Wasserläufe einmünden, unter anderem der Portage River und der Potato River. Über den Shell River und den Crow Wing River ist der Fishhook River Teil des Einzugsgebietes des Mississippi Rivers. Der Fluss verläuft auf seiner ganzen Länge im Südwesten des Hubbard Countys; sein Einzugsgebiet erstreckt sich auch in den Nordosten des Becker Countys.
Sein Name ist eine Übersetzung von Pugidabani, die Bezeichnung für Fluss und See in der Sprache der Anishinabe.

## Geographie
Der Fishhook River beginnt in Park Rapids am Fish Hook River Dam, der das 3 km lange Fish Hook River Reservoir bildet, das zur Elektrizitätserzeugung durch Wasserkraft dient und an der Stelle von Stromschnellen liegt. Von Park Rapids aus fließt der Fishhook River südsüdwestlich durch die Townships Todd, Straight River und Hubbard. Der Straight River mündet vom Westen her ein. Der Fishhook River mündet in der Hubbard Township vom Norden her in den Shell River.
Das Fish Hook River Reservoir entspringt dem Fish Hook Lake, der die Zuflüsse im nördlichen Teil des Einzugsgebietes des Flusses sammelt. Portage und Potato Rivers fließen dabei über kurze Entfernungen vom Portage Lake beziehungsweise Potato Lake. In den Potato Lake münden der Hay Creek, der aus dem Nordosten des Becker County kommt und ein Gebiet mit mehreren Seen entwässert.
Der Fish Hook River verläuft in einer Ökoregion mit nördlichen Seen und Wäldern, die sich durch Nadelholzgewächse und Hartholzwälder auf flache und wellige Grundmoränenebenen und Sander erstrecken. Unter den Fischarten im Fluss dominieren Saugkarpfen, aber Glasaugenbarsch und Europäischer Hecht sind auch vorhanden.